# Arabiska siffror
Arabiska siffror är de talsymboler som används mest internationellt och i bland annat svenskan (0, 1, 2, 3, 4, 5, 6, 7, 8, 9). Tillsammans med arabisk skrift används både de arabiska siffrorna och de östarabiska siffrorna  ٠ ۱ ۲ ۳ ٤ ٥ ٦ ٧ ۸ ۹. Vilka talsymboler som används varierar geografiskt. 
Från det arabiska väldet spreds så siffrorna på medeltiden till Europa, där de så småningom fick sitt nuvarande utseende och varifrån de slutligen spreds över stora delar av världen på 1200-talet.
Den arabiska varianten används i vissa språk, som använder arabisk skrift trots att språket inte är arabiska, eller ens tillhör den arabiska språkgruppen, till exempel farsi, där fyra siffror är olika från arabiska.
Det finns två varianter av de arabiska siffrorna som används i tryckt text: De versala siffrorna, som är den vanligaste typen, med siffror som har samma höjd som de versala (stora) bokstäverna, och de gemena siffrorna, som har varierande höjd och som oftast används tillsammans med de gemena (små) bokstäverna.
Gemensamt för alla tre systemen är att de skrivs från vänster till höger trots att det skriftspråk som baseras på det arabiska alfabetet skrivs från höger till vänster.

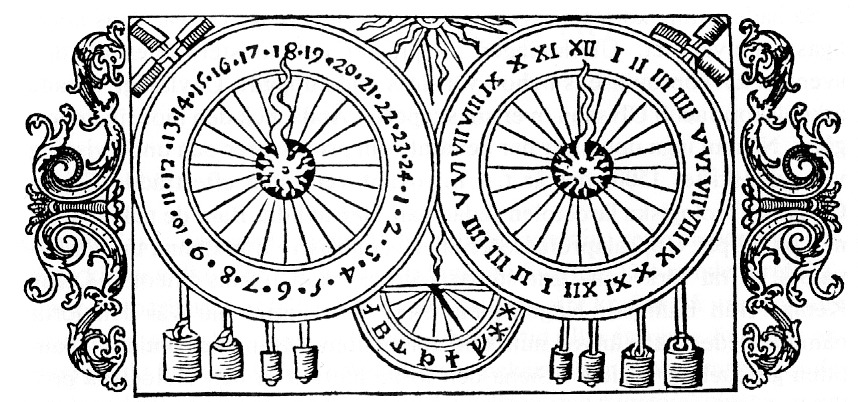
Antaglig mall om klocka i Uppsala domkyrka från 1500-talet med arabiska och romerska siffror.

Detsamma gäller när siffrorna grupperas för intervall eller rikt- och telefonnummer. Även då skrivs grupperna från vänster till höger (tiden för andra världskriget skrivs exempelvis: 1939–1945).